# Nihat Behram
Nihat Behram (bürgerlich Mustafa Nihat Behramoğlu, * 18. November 1946 in Kars, Türkei) ist ein türkischer Journalist, Filmproduzent, Lyriker und Romanautor.

## Leben
Behram entstammt einer kurdischen Familie; sein Bruder ist der Schriftsteller und Dichter Ataol Behramoğlu. Behram besuchte die Schule in Çankırı, Bursa und Istanbul. In Istanbul begann er, Journalismus zu studieren. 1972 wurde er aus politischen Gründen verhaftet und verbrachte anderthalb Jahre im Gefängnis. Danach schloss er sein Studium ab.
1975 gründete er mit seinem älteren Bruder die Kulturzeitschrift Militan. Im darauf wurde er Redakteur der Vatan. Dort veröffentlichte er eine Artikelserie über Leben und Denken der 1972 hingerichteten linken Studentenführer Deniz Gezmiş, Yusuf Aslan und Hüseyin İnan. Behram und seine Zeitung wurden mit Klagen überzogen. Später erschien Artikelserie unter dem Titel Darağacında Üç Fidan („Drei Knospen am Galgen“) als Buch, das bis in die Gegenwart von Neuem aufgelegt wird und die allgemeine Wahrnehmung von Gezmiş und seiner Weggefährten entscheidend beeinflusst hat.
Ab 1980 lebte Behram in der Bundesrepublik Deutschland im Exil. Aus politischen Gründen wurde er von der Militärregierung aus seinem Heimatland ausgebürgert. In Deutschland schrieb Behram seinen bekanntesten Roman Gurbet – Die Fremde (1987). Auch sein Band Tödlicher Mai – Leben und Tod im türkischen Widerstand (1989) über „das kurze Leben des İbrahim Kaypakkaya“ erschien in Deutschland und der Türkei, wurde in der Türkei aber verboten und Behram zu sieben Jahren Haft verurteilt. So kehrte Behram erst 1996 aus seinem deutschen Exil in die Türkei zurück. Neben seinen überwiegend in Deutschland verfassten Romanen erschienen in der Türkei bis heute zwölf Gedichtbände.

## Bibliografie (Deutschland)
- Schwalben des verrückten Lebens (Roman), Wuppertal : Hammer, 1992
- Tödlicher Mai (Reportageroman), Wuppertal : Hammer, 1989
- Gurbet – Die Fremde (Roman), Wuppertal : Hammer, 1989

## Bibliografieauswahl (Türkei)
- Darağacında Üç Fidan (Eine Biografie über Deniz Gezmiş und seine zwei Freunde), Istanbul,  Everest Yayınları, Neuauflage 2007, ISBN 975-316-817-9.
- İbrahim Kaypakkaya – Ser Verip Sır Vermeyen Komünist Önder Hayatı ve Mücadelesi (Eine Biografie über Ibrahim Kaypakkaya), Istanbul, Everest Yayınları, Neuauflage 2006, ISBN 975-289-194-2.
- Yılmaz Güney'le Yasaklı Yıllar (Eine Biografie über Yilmaz Güney), Istanbul, Everest Yayınları, Neuauflage 2001, ISBN 975-316-816-0.
- Hayatın Şarkısı Toplu Şiirler (Gedichtband), Istanbul, Everest Yayınları, Neuauflage 2004, ISBN 975-289-176-4.
- Miras (Eine Biografie), Istanbul, Everest Yayınları, Neuauflage 2004, ISBN 975-289-153-5.